# Tournoi de tennis de Catane
Le tournoi de Catane (Italie) est un tournoi de tennis féminin du circuit professionnel WTA et masculin du circuit professionnel ATP.
La seule édition de l'épreuve s'est tenue en 1971.

## Palmarès dames

### Simple
| No | Date       | Nom et lieu du tournoi  | Catégorie | Dotation | Surface | Vainqueure    | Finaliste     | Score    |         |
| -- | ---------- | ----------------------- | --------- | -------- | ------- | ------------- | ------------- | -------- | ------- |
| 1  | 19-04-1971 | Catania Open GP, Catane |           | NC       | NC      | Virginia Wade | Gail Sherriff | 6-0, 6-3 | Tableau |

### Double
| No | Date       | Nom et lieu du tournoi | Catégorie | Dotation | Surface | Vainqueures                  | Finalistes                   | Score    |         |
| -- | ---------- | ---------------------- | --------- | -------- | ------- | ---------------------------- | ---------------------------- | -------- | ------- |
| 1  | 19-04-1971 | Catania Open GP Catane |           | NC       | NC      | Gail Sherriff Helga Schultze | Pam Teeguarden Virginia Wade | 6-4, 6-4 | Tableau |

## Palmarès messieurs

### Simple
| No | Date       | Nom et lieu du tournoi | Catégorie  | Dotation | Surface      | Vainqueur | Finaliste     | Score         |  |
| -- | ---------- | ---------------------- | ---------- | -------- | ------------ | --------- | ------------- | ------------- |  |
| 1  | 26-04-1971 | Catania Open, Catane   | Grand Prix | NC $     | Terre (ext.) | Jan Kodeš | Georges Goven | 6-3, 6-0, 6-2 |  |

### Double
| No | Date       | Nom et lieu du tournoi | Catégorie  | Dotation | Surface      | Vainqueurs                       | Finalistes          | Score         |  |
| -- | ---------- | ---------------------- | ---------- | -------- | ------------ | -------------------------------- | ------------------- | ------------- |  |
| 1  | 26-04-1971 | Catania Open, Catane   | Grand Prix | NC $     | Terre (ext.) | Pierre Barthès François Jauffret | Jan Kodeš Jan Kukal | 6-4, 3-6, 6-3 |  |